# 教會調式
教會調式（Gregorian mode或church mode），即中古调式，為中世紀天主教會統治歐洲時期的音樂所使用的調式，後來的人們稱做“教會調式體系”。這些調式有一個共同特點：音階由七個音構成，全部都是自然音，沒有變化音，因此也稱作“自然調式體系”。教會調式在當時被廣泛運用在格里高利圣咏中，在經過大量的音樂創作之後，再由音樂理論家從音樂中整理出規律，方便規範音樂的創作。

## 歷史
中世紀以宗教為中心，是人民共同的信仰，也是音樂活動的中心。在歷史潮流演變下，許多作曲家加入個人的創意，促成素歌的改變，例如朗誦句、續詠調等等，最著名的素歌就是格里高利聖歌。中世紀時各地都有屬於自己的聖歌，像是讚歌、禮儀劇、神秘劇，在公元六世紀末，教宗格里高利一世帶頭開始收集修訂各地散亂的聖歌。歷經了數個世紀的發展，終於成為使用拉丁文的教會禮儀音樂。
最初的格里高利聖歌是口授傳承，當作品數量漸漸累積，就開始以記譜方式記載下來，在大量創作和有記譜而得以參考的情況下，音樂理論家從音樂中整理出教會調式的理論，格里高利聖歌的調式理論能夠逐漸成型，波愛修斯的《論音樂法規》（De instutione musica），和卡西奧多羅斯的《音樂論》（Demusica）等論著起了巨大的作用，他們在著作中，將希臘調式理論流傳下來。
在公元八世紀時，查理(曼)大帝的辅官阿爾琴（Flaccus Alcuin，735-804AD）在他的著作《音樂》（Musica）中，將調式分為四類，共八個教會調式，分成四正格調式及其相對應的變格調式：多里安調式、變格多里安調式、弗利吉安調式、變格弗利吉安調式、利地安調式、變格利地安調式、米索利地安調式、變格米克索利地安調式，這些調式的名稱來自希臘調式，承襲了希臘調式的理論，也影響了拜占庭的調式發展，等於是有著承先啟後的重要作用。
1547後，瑞士人文主義者葛拉雷努斯 （1488-1563）於其著作《十二調式論》（Dodecachordon）提出艾奥利安調式、變格艾奧利安調式及伊奧利安調式、變格伊奧利安調式兩對新調式，共12個調式。
十八世紀末至十九世紀，聖歌改革者發動西西利亞運動將教會調式重新編號。調式1至10維持原來的編號，並加入結束音（final）在B的羅克里安、變格羅克里安，編號分別為11、12。而伊奧利安調式、變格伊奧利安調式則改為編號13、14，形成現在所見的十四種西方調式。

## 調式解說

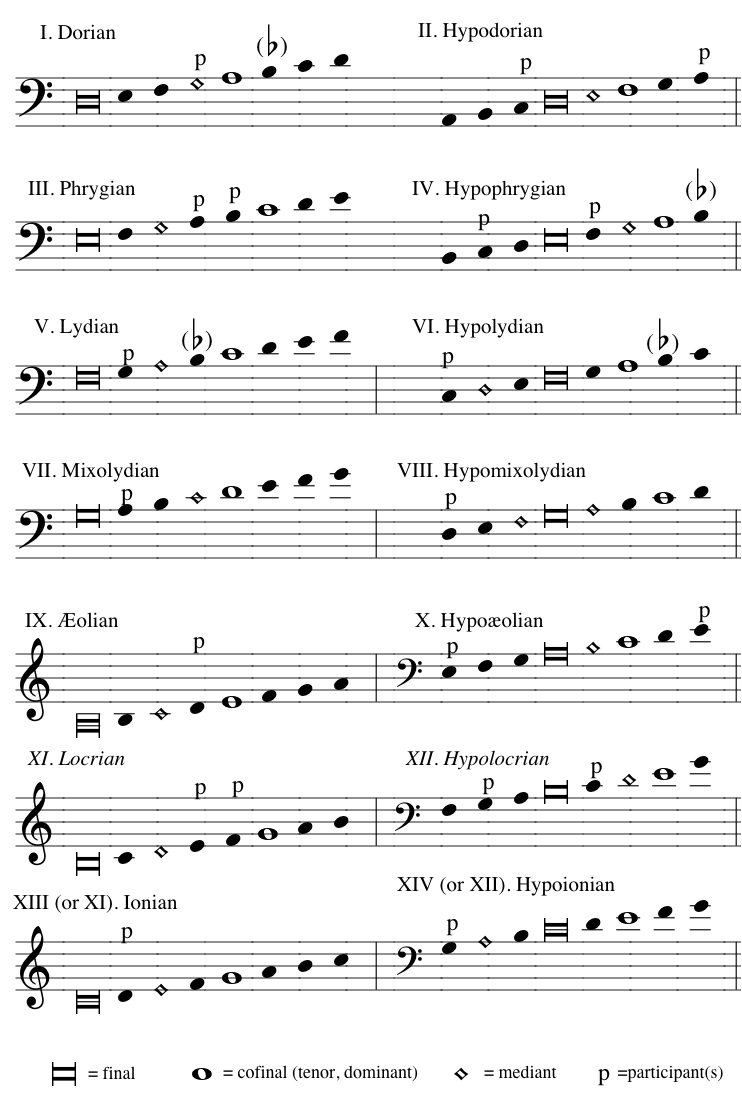
十四個調式，含各調式於當時使用的音域、結束音、吟誦音

每一种教會調式都由一个五音列和一个四音列合并构成。每个调式都有正格和变格两种形式，五音列在下为正格，反之为变格。

### 正格調式
正格調式包含多里安、弗利吉安、利地安、米克索利地安、艾奧利安、羅克里安、伊奧尼安。
正格調式的最後一音，即結束音（final），為該調音階的最低音。其五音為結束音向上五度的音，又稱為吟誦音(reciting tone)，唯弗利吉安例外，弗利吉安的五音為B♮/B♭，被當時視為不穩定的音，因此吟誦音改為結束音向上六度。前四個正格調式可對應至今日西方調式：以D為起音─多里安，以E為起音─弗利吉安，以F為起音─利地安，以G為起音─米克索利地安。

### 變格調式
變格調式包含變格多里安、變格弗利吉安、變格利地安、變格米克索利地安、變格伊奧利安、變格羅克里安、變格艾奧尼安。
變格調式的名稱取自正格調式，再加上字首 “hypo-” ，“hypo-” 借用希臘文，為「在...之下」之意。變格調式音域介於結束音下四度至結束音上五度。
「變格調式」最早出現於法國人胡克白 (Hucbald de Saint Amand)的音樂理論著作De harmonica institutione(ca. 880)。吟誦音(reciting tone) 為其相對應正格調式的吟誦音向下三度。唯變格弗利吉安及變格米克索利地安例外，前者之吟誦音改為A，後者之吟誦音改為C，皆為正格調式的吟誦音向下四度。

### 列表
| 調式 (18世紀前) | 調式 (18世紀後) | 英文名稱       | 中文翻譯         | 正格 / 變格 | 結束音 (final) | 吟誦音 (reciting tone) |
| --------------- | --------------- | -------------- | ---------------- | ----------- | -------------- | ---------------------- |
| 1               | 1               | Dorian         | 多里安           | 正格        | D              | A                      |
| 2               | 2               | Hypodorian     | 變格多里安       | 變格        | D              | F                      |
| 3               | 3               | Phrygian       | 弗利吉安         | 正格        | E              | B-C                    |
| 4               | 4               | Hypophrygian   | 變格弗利吉安     | 變格        | E              | G-A                    |
| 5               | 5               | Lydian         | 利地安           | 正格        | F              | C                      |
| 6               | 6               | Hypolydian     | 變格利地安       | 變格        | F              | A                      |
| 7               | 7               | Mixolydian     | 米克索利地安     | 正格        | G              | D                      |
| 8               | 8               | Hypomixolydian | 變格米克索利地安 | 變格        | G              | B-C                    |
| 9               | 9               | Aeolian        | 艾奧利安         | 正格        | A              | E                      |
| 10              | 10              | Hypoaeolian    | 變格艾奧利安     | 變格        | A              | C                      |
|                 | 11              | Locrian        | 羅克里安         | 正格        | B              | F                      |
|                 | 12              | Hypolocrian    | 變格羅克里安     | 變格        | B              | D                      |
| 11              | 13              | Ionian         | 伊奧尼安         | 正格        | C              | G                      |
| 12              | 14              | Hypoionian     | 變格伊奧尼安     | 變格        | C              | E                      |